# Massive Entertainment
Massive, ou Massive Entertainment (ou Ubisoft Massive), est une studio de développement de jeux vidéo basé à Malmö. Le studio fait partie de l'entreprise française Ubisoft depuis 2008. 
À l'origine, le studio est spécialisé dans le développement de jeux de stratégie en temps réel. Après son rachat par Ubisoft, il réalise surtout des jeux d'action-aventure en monde ouvert, tels que ceux de la franchise Tom Clancy's The Division (2016, 2019), Avatar: Frontiers of Pandora (2023) et Star Wars Outlaws (2024).

## Historique

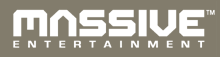
Ancien logo de Massive Entertainment.

Massive Entertainment est fondé en 1997 par Martin Walfisz et Christian Pérez. Après avoir obtenu leurs premiers financements, ils développent leur premier jeu, Ground Control et à faire croître leur entreprise, avec notamment le recrutement de jeunes étudiants en informatique de l’université de Ronneby. Lorsque Ground Control est suffisamment avancé, ils le présentent lors de salons comme l’Electronic Entertainment Expo ou lors de conférences de développeur, et ils signent finalement un contrat avec l’éditeur Sierra Entertainment en avril 1999. Fin 1999, l’équipe de développement compte une trentaine d’employés. Ground Control est publié par Sierra en 2000. En 2002, Vivendi Universal Games achète la société. Après la sortie de Ground Control II: Operation Exodus en 2004, le studio développe sa nouvelle licence World in Conflict. 
En 2008, Vivendi achète Activision et réunit son pôle jeu vidéo (comprenant Vivendi Games) sous le nom d'Activision Blizzard. Au cours de la restructuration de l'entreprise lors de la fusion, Activision Blizzard décide de se séparer de Massive Entertainment et met la société en vente en août. Elle est officiellement rachetée par Ubisoft en novembre 2008.
Le studio participe au développement des titres Assassin's Creed: Revelations et Far Cry 3, puis reprend le nom de Massive avec le sous-titre « A Ubisoft Studio » ajouté à son logo. S'ensuivent plusieurs productions comme Just Dance Now en 2014 puis Tom Clancy's The Division en 2016.
En février 2017 est annoncée une production avec Lightstorm Entertainment et Fox Interactive d'un titre sur le thème d'Avatar, film de James Cameron (qui participe au projet). Avatar: Frontiers of Pandora est sorti le 7 décembre 2023.
En mars 2018, Ubisoft annonce que Massive développe la suite de The Division intitulé Tom Clancy's The Division 2, finalement sortie le 15 mars 2018.
En janvier 2021, Ubisoft annonce le développement d'un jeu Star Wars par Massive et Lucasfilm Games. Star Wars Outlaws a été présenté le 11 juin 2023 lors du Xbox Games Showcase 2023 et davantage le 12 juin 2023 lors du Ubisoft Forward. Le jeu est sorti pour le 30 août 2024.

## Jeux développés
| Titres                              | Année | Plates-formes                                              |
| ----------------------------------- | ----- | ---------------------------------------------------------- |
| Ground Control                      | 2000  | Windows                                                    |
| Ground Control: Dark Conspiracy     | 2000  | Windows                                                    |
| Ground Control II: Operation Exodus | 2004  | Windows                                                    |
| World in Conflict                   | 2007  | Windows                                                    |
| World in Conflict: Soviet Assault   | 2009  | Windows                                                    |
| Assassin's Creed: Revelations       | 2011  | PlayStation 3, Windows, Xbox 360                           |
| Far Cry 3                           | 2012  | PlayStation 3, Windows, Xbox 360                           |
| Just Dance Now                      | 2014  | iPhone, iPad, Android                                      |
| Tom Clancy's The Division           | 2016  | PlayStation 4, Xbox One, Windows                           |
| South Park : L'Annale du destin     | 2017  | PlayStation 4, Xbox One, Windows                           |
| Tom Clancy's The Division 2         | 2019  | PlayStation 4, Xbox One, Windows                           |
| Avatar: Frontiers of Pandora        | 2023  | Microsoft Windows, PlayStation 5, Xbox Series, Amazon Luna |
| Star Wars Outlaws                   | 2024  | Microsoft Windows, PlayStation 5, Xbox Series              |